# Italië op de Olympische Zomerspelen 1928
Italië nam deel aan de Olympische Zomerspelen 1928 in Amsterdam, Nederland. De 19 medailles waren goed voor de vijfde plaats in het medailleklassement.

## Medailleoverzicht
| Sport         | Olympiër(s) | Onderdeel                | Medaille |
| ------------- | --- | ------------------------ | -------- |
| Boksen        | Vittorio Tamagnini | -53,52kg (m)             | Goud     |
| Boksen        | Carlo Orlandi | -61,24kg (m)             | Goud     |
| Boksen        | Piero Toscani | -72,57kg (m)             | Goud     |
| Roeien        | Valerio Perentin Giliante D'Este Nicolò Vittori Giovanni Delise Renato Petronio | vier-met (m)             | Goud     |
| Schermen      | Carlo Agostoni Giulio Basletta Marcello Bertinetti Giancarlo Cornaggia-Medici Renzo Minoli Franco Riccardi | degen team (m)           | Goud     |
| Schermen      | Ugo Pignotti Giulio Gaudini Giorgio Pessina Gioachino Guaragna Oreste Puliti Giorgio Chiavacci | floret team (m)          | Goud     |
| Wielersport   | Luigi Tasselli Marco Cattaneo Cesare Facciani Mario Lusiani | ploegenachtervolging (m) | Goud     |
| Gewichtheffen | Pierino Gabetti | -60kg (m)                | Zilver   |
| Gewichtheffen | Carlo Galimberti | -75kg (m)                | Zilver   |
| Schermen      | Renato Anselmi Bino Bini Gustavo Marzi Oreste Puliti Emilio Salafia Giulio Sarrocchi | sabel team (m)           | Zilver   |
| Turnen        | Romeo Neri | rekstok (m)              | Zilver   |
| Turnen        | Bianca Ambrosetti Lavinia Gianoni Luigina Giavotti, Virginia Giorgi Germana Malabarba Clara Marangoni Luigina Perversi Diana Pizzavini Anna Tanzini Carolina Tronconi Ines Vercesi Rita Vittadini | meerkamp team (v)        | Zilver   |
| Boksen        | Carlo Cavagnoli | -50,80kg (m)             | Brons    |
| Roeien        | Cesare Rossi Pietro Freschi Umberto Bonade Paolo Gennari | vier-zonder (m)          | Brons    |
| Schermen      | Giulio Gaudini | floret (m)               | Brons    |
| Schermen      | Bino Bini | sabel (m)                | Brons    |
| Voetbal       | Elvio Banchero Virgilio Felice Levratto P. Pastore Gino Rossetti Attilio Ferraris Enrico Rivolta F. Gasperi Alfredo Pitto Pietro Genovesi Antonio Janni Fulvio Bernardini Silvio Pietroboni A. Viviano Delfo Bellini Umberto Caligaris Virginio Rosetta Gianpiero Combi Giovanni Depra Adolfo Baloncieri Mario Magnozzi Angelo Schiavo Valentino Degani | mannen                   | Brons    |
| Worstelen     | Giovanni Gozzi | -58kg Grieks-Romeins (m) | Brons    |
| Worstelen     | Gerolamo Quaglia | -62kg Grieks-Romeins (m) | Brons    |

## Deelnemers en resultaten

### Atletiek
| Olympiër                                                          | Discipline             | Resultaat    | Prestatie                                                            |
| ----------------------------------------------------------------- | ---------------------- | ------------ | -------------------------------------------------------------------- |
| Giuseppe Castelli                                                 | 100m (m)               | DNS          | niet gestart                                                         |
| Franco Reyser                                                     | 100m (m)               | series       | serie 2: 4de                                                         |
| Edgardo Toetti                                                    | 100m (m)               | series       | serie 6: 3de                                                         |
| Giuseppe Castelli                                                 | 200m (m)               | kwartfinale  | serie 12: 2de kwartfinale 6: 5de in 22,2                             |
| Edgardo Toetti                                                    | 200m (m)               | series       | serie 15: 3de                                                        |
| Guido Cominotto                                                   | 800m (m)               | halve finale | serie 6: 3de in 2.02,4 halve finale 2: 6de                           |
| Ettore Tavernari                                                  | 800m (m)               | series       | serie 4: 4de                                                         |
| Luigi Becalli                                                     | 1500m (m)              | series       | serie 1: 4de                                                         |
| Giacomo Carlini                                                   | 110m horden (m)        | series       | serie 7: 3de in 15,9                                                 |
| Luigi Facelli                                                     | 400m horden (m)        | 6e           | serie 6: 2de in 55,1 halve finale 2: 2de in 54,2 finale: 6de in 55,8 |
| Nello Bartolini                                                   | 3000m steeplechase (m) | series       | serie 1: 6de7                                                        |
| Giuseppe Castelli Franco Reyser Edgardo Toetti Enrico Torre       | 4x100m (m)             | series       | serie 1: 3de                                                         |
| Giacomo Carlini Luigi Facelli Guido Cominotto Ettore Tavernari    | 4x400m (m)             | series       | serie 2: 3de in 3.22,6                                               |
| Romeo Bertini                                                     | marathon (m)           | DNF          | niet gefinisht                                                       |
| Attilio Conton                                                    | marathon (m)           | DNF          | niet gefinisht                                                       |
| Giuseppe Ferrera                                                  | marathon (m)           | 34e          | 2:53.10                                                              |
| Stefano Natale                                                    | marathon (m)           | DNF          | niet gefinisht                                                       |
| Virgilio Tommasi                                                  | verspringen (m)        | 25e          | kwalificatie groep 2: 6de met 6,76m                                  |
| Enrico Torre                                                      | verspringen (m)        | 25e          | kwalificatie groep 3: 7de met 6,76m                                  |
| Albino Pighi                                                      | discuswerpen (m)       | 19e          | 41,42m                                                               |
| Camillo Zemi                                                      | discuswerpen (m)       | 23e          | 39,95m                                                               |
| Armando Poggioli                                                  | kogelslingeren (m)     | 4e           | kwalificatie: 5de met 46,96m finale: 4de met 48,37m                  |
| Camillo Zemi                                                      | kogelslingeren (m)     | 13e          | kwalificatie: 13de met 44,47m                                        |
|                                                                   |                        |              |                                                                      |
| Luigia Bonfanti                                                   | 100m (v)               | series       | serie 5: 3de                                                         |
| Matilde Moraschi                                                  | 100m (v)               | series       | serie 3: 4de in 13,6                                                 |
| Derna Polazzo                                                     | 100m (v)               | series       | serie 1: 3de                                                         |
| Giannina Marchini                                                 | 800m (v)               | series       | serie 2: 9de                                                         |
| Luigia Bonfanti Giannina Marchini Derna Polazzo Vittorina Vivenza | 4x100m (v)             | 6e           | serie 2: 3de finale: 6de in 53,6                                     |
| Piera Borsani                                                     | discuswerpen (v)       | 13e          | kwalificatie: 13de met 30,67m                                        |

### Boksen
| Olympiër            | Discipline  | Resultaat | Prestatie |
| ------------------- | ----------- | --------- | --- |
| Carlo Covagnioli    | -50,8kg (m) | Brons     | 1ste ronde: vrij 2de ronde: W van BEL Sartos: punten kwartfinale: W van MEX Gaona: punten halve finale: V van HUN Kocsis: punten bronzen finale: W van RSA Libanon: punten    |
| Vittorio Tamagnini  | -53,5kg (m) | Goud      | 1ste ronde: vrij 2de ronde: W van MEX Ortiz: punten kwartfinale: W van GBR Garland: punten halve finale: W van IRL Traynor: punten finale: W van USA Daley: punten            |
| Fausto Montefiore   | -57,2kg (m) | 9e        | 1ste ronde: vrij 2de ronde: V van USA Devine: punten |
| Carlo Orlandi       | -61,2kg (m) | Goud      | 1ste ronde: vrij 2de ronde: W van ESP Sanz: punten kwartfinale: W van RHS Bissett: knock-out halve finale: W van DEN Nielsen: punten finale: W van USA Halaiko: punten        |
| Romano Caneva       | -66,7kg (m) | 5e        | 1ste ronde: vrij 2de ronde: W van GBR Dunn: punten kwartfinale: V van NZL Morgan: punten                                                                                      |
| Piero Toscani       | -72,6kg (m) | Goud      | 1ste ronde: vrij 2de ronde: W van DEN Ludvigsen: punten kwartfinale: W van SWE Kjällander: punten halve finale: W van BEL Steyaert: punten finale: W van TCH Heřmánek: punten |
| Domenico Ceccarelli | -57,2kg (m) | 9e        | 1ste ronde: V van RSA McCorkindale: punten |

### Gewichtheffen
| Olympiër          | Discipline  | Resultaat | Prestatie                                                                               |
| ----------------- | ----------- | --------- | --------------------------------------------------------------------------------------- |
| Giuseppe Conca    | -60kg (m)   | 4e        | duwen: 1ste met 92,5kg trekken: 7de met 80kg stoten: 8ste met 105kg totaal: 277,5kg     |
| Pierino Gabetti   | -60kg (m)   | Zilver    | duwen: 5de met 80kg trekken: 1ste met 90kg stoten: 3de met 112,5kg totaal: 282,5kg      |
| Gastone Pierini   | -67,5kg (m) | 8e        | duwen: 1ste met 90kg trekken: 8ste met 82,5kg stoten: 10de met 110kg totaal: 282,5kg    |
| Carlo Galimberti  | -75kg (m)   | Zilver    | duwen: 1ste met 105kg trekken: 4de met 97,5kg stoten: 2de met 135kg totaal: 332,5kg     |
| Francesco Mercoli | +82,5kg (m) | 10e       | duwen: 6de met 102,5kg trekken: 8ste met 100kg stoten: 12de met 125kg totaal: 327,5kg   |
| Giuseppe Tonani   | +82,5kg (m) | 7e        | duwen: 2de met 117,5kg trekken: 12de met 97,5kg stoten: 6de met 137,5kg totaal: 352,5kg |

### Moderne vijfkamp
| Olympiër        | Discipline  | Resultaat | Prestatie |
| --------------- | ----------- | --------- | --------- |
| Eugenio Pagnini | individueel | 11e       | 74 punten |
| Luigi Petrillo  | individueel | 15e       | 83 punten |
| Carlo Simonetti | individueel | 18e       | 84 punten |

### Paardensport
| Olympiër                                                               | Discipline  | Resultaat | Prestatie      |
| Eventing                                                               | Eventing    | Eventing  | Eventing       |
| ---------------------------------------------------------------------- | ----------- | --------- | -------------- |
| Eugenio Cerboneschi                                                    | individueel | 23e       | 1733,04 punten |
| Tommaso Lequio di Assaba                                               | individueel | DNF       | niet gefinisht |
| Giuseppe Valenzano                                                     | individueel | 14e       | 1861,52 punten |
| Eugenio Cerboneschi Tommaso Lequio di Assaba Giuseppe Valenzano        | team        | 8e        | 3594,96 punten |
| Springconcours                                                         |             |           |                |
| Alessandro Bettoni Cazzago                                             | individueel | 21e       | 6 strafpunten  |
| Francesco Fourquet                                                     | individueel | 7e        | 0 strafpunten  |
| Tommaso Lequio di Assaba                                               | individueel | 24e       | 6 strafpunten  |
| Alessandro Bettoni Cazzago Francesco Fourquet Tommaso Lequio di Assaba | team        | 4e        | 12 strafpunten |

### Roeien
| Olympiër | Discipline      | Resultaat | Prestatie |
| --- | --------------- | --------- | --- |
| Michelangelo Bernasconi | skiff (m)       | DNF       | serie 8: 1ste in 8.02,0 2de ronde serie 5: 2de in 9.10,2 herkansingen: niet gefinisht                                                                            |
| Adriano Tuzi Mario Melchiori | dubbel-twee (m) | 9e        | serie 5: 2de in 8.10,4 herkansingen: V van NED Cox/Pieterse: 8.10,4                                                                                              |
| Romeo Sisti Nino Bolzoni | twee-zonder (m) | 4e        | serie 4: 1ste in 8.12,2 2de ronde serie 1: 1ste in 7.21,4 halve finale: 2de in 7.16,8 bronzen finale: V van USA McDowell/Schmitt: 7.24,4                         |
| Pier Luigi Vestrini Renzo Vestrini Cesare Milani                                                                                   | twee-met (m)    | DNF       | serie 3: W van Verenigde Staten: 8.42,0 kwartfinale: V van Zwitserland: niet gefinisht                                                                           |
| Cesare Rossi Pietro Freschi Umberto Bonade Paolo Gennari                                                                           | vier-zonder (m) | Brons     | serie 3: W van Nederland: 7.24,6 kwartfinale: vrij halve finale: V van Verenigde Staten: 6.31,6                                                                  |
| Valerio Perentin Giliante D'Este Nicolò Vittori Giovanni Delise Renato Petronio                                                    | vier-met (m)    | Goud      | serie 6: vrij 2de ronde: W van Duitsland: 7.41,6 kwartfinale: W van Duitsland: 7.18,4 halve finale: W van Zwitserland: 6.43,4 finale: W van Zwitserland: 6.47,87 |
| Medardo Lamberti Arturo Moroni Vittore Stocchi Guglielmo Carubbi Amilcare Canevari Medardo Galli Giulio Lamberti Benedetto Borella | acht (m)        | 5e        | 1ste ronde: V van Groot-Brittannië: 6.24,6 herkansingen: W van Frankrijk: 6.37,8 2de ronde: W van Nederland: 6.54,0 kwartfinale: V van Verenigde Staten: 6.44,4  |

### Schermen
| Olympiër                                                                                                   | Discipline      | Resultaat | Prestatie |
| --- | --------------- | --------- | --- |
| Carlo Agostoni Giulio Basletta Marcello Bertinetti Giancarlo Cornaggia-Medici Renzo Minoli Franco Riccardi | degen team (m)  | Goud      | 1ste ronde: vrij 2de ronde groep B: 1ste met 3 overwinningen halve finale B: 1ste met 3 overwinningen finale: 1ste met 3 overwinningen                           |
| Giulio Gaudini                                                                                             | floret (m)      | Brons     | 1ste ronde groep B: 3de met 3 overwinningen halve finale C: 2de met 5 overwinningen finale: 3de met 9 overwinningen                                              |
| Ugo Pignotti                                                                                               | floret (m)      | 7e        | 1ste ronde groep D: 1ste met 7 overwinningen halve finale A: 2de met 5 overwinningen finale: 7de met 4 overwinningen                                             |
| Oreste Puliti                                                                                              | floret (m)      | 4e        | 1ste ronde groep E: 1ste met 6 overwinningen halve finale B: 1ste met 7 overwinningen finale: 4de met 8 overwinningen                                            |
| Ugo Pignotti Giulio Gaudini Giorgio Pessina Gioachino Guaragna Oreste Puliti Giorgio Chiavacci             | floret team (m) | Goud      | 1ste ronde groep D: 1ste met 2 overwinningen 2de ronde groep C: 1ste met 2 overwinningen halve finale A: 1ste met 1 overwinning finale: 1ste met 3 overwinningen |
| Bino Bini                                                                                                  | sabel (m)       | Brons     | 1ste ronde groep B: 1ste met 4 overwinningen halve finale A: 1ste met 7 overwinningen finale: 3de met 8 overwinningen                                            |
| Arturo De Vecchi                                                                                           | sabel (m)       | 7e        | 1ste ronde groep F: 2de met 4 overwinningen halve finale B: 3de met 6 overwinningen finale: 7de met 5 overwinningen                                              |
| Gustavo Marzi                                                                                              | sabel (m)       | 4e        | 1ste ronde groep H: 1ste met 6 overwinningen halve finale C: 1ste met 6 overwinningen finale: 4de met 8 overwinningen                                            |
| Renato Anselmi Bino Bini Gustavo Marzi Oreste Puliti Emilio Salafia Giulio Sarrocchi                       | sabel team (m)  | Zilver    | 1ste ronde groep A: 1ste met 2 overwinning halve finale A: 1ste met 2 overwinningen finale: 2de met 1 overwinning                                                |

### Schoonspringen
| Olympiër        | Discipline    | Resultaat | Prestatie                   |
| --------------- | ------------- | --------- | --------------------------- |
| Luciano Cozzi   | 3m plank (m)  | 10e       | groep 1: 4de met 20 punten  |
| Luigi Cangiullo | 10m toren (m) | DNF       | groep 1: niet gefinisht     |
| Ezio Selva      | 10m toren (m) | 22e       | groep 3: 8ste met 36 punten |

### Turnen
| Olympiër | Discipline               | Resultaat | Prestatie       |
| --- | ------------------------ | --------- | --------------- |
| Romeo Neri | rekstok (m)              | Zilver    | 57,000 punten   |
| Mario Lertora | individuele meerkamp (m) | 19e       | 233,375 punten  |
| Vittorio Lucchetti | individuele meerkamp (m) | 26e       | 228,000 punten  |
| Giuseppe Lupi | individuele meerkamp (m) | 32e       | 224,000 punten  |
| Ferdinando Mandrini | individuele meerkamp (m) | 30e       | 226,250 punten  |
| Romeo Neri | individuele meerkamp (m) | 4e        | 244,750 punten  |
| Giuseppe Paris | individuele meerkamp (m) | 53e       | 203,250 punten  |
| Ezio Roselli | individuele meerkamp (m) | 58e       | 192,675 punten  |
| Mario Tambini | individuele meerkamp (m) | 41e       | 212,500 punten  |
| Romeo Neri Mario Lertora Vittorio Lucchetti Ferdinando Mandrini Giuseppe Lupi Mario Tambini Giuseppe Paris Ezio Roselli                                                                           | meerkamp team (m)        | 6e        | 1599,125 punten |
| |                          |           |                 |
| Bianca Ambrosetti Lavinia Gianoni Luigina Giavotti, Virginia Giorgi Germana Malabarba Clara Marangoni Luigina Perversi Diana Pizzavini Anna Tanzini Carolina Tronconi Ines Vercesi Rita Vittadini | meerkamp team (v)        | Zilver    | 289,000 punten  |

### Voetbal
| Olympiër | Discipline | Resultaat | Prestatie |
| --- | ---------- | --------- | --- |
| Elvio Banchero Virgilio Felice Levratto Pietro Pastore Gino Rossetti Attilio Ferraris Enrico Rivolta Felice Gasperi Alfredo Pitto Pietro Genovesi Antonio Janni Fulvio Bernardini Silvio Pietroboni Andrea Viviano Delfo Bellini Umberto Caligaris Virginio Rosetta Giampiero Combi Giovanni De Prà Adolfo Baloncieri Mario Magnozzi Angelo Schiavio Valentino Degani | mannen     | Brons     | 1ste ronde: W van Frankrijk: 4-3 kwartfinale: W van Spanje: 1-1 (7-1) halve finale: V van Uruguay: 2-3 bronzen finale: W van Egypte: 11-3 |

### Wielersport
| Olympiër                                                    | Discipline               | Resultaat | Prestatie |
| Baan                                                        | Baan                     | Baan      | Baan |
| ----------------------------------------------------------- | ------------------------ | --------- | --- |
| Edoardo Severgnini                                          | sprint (m)               | 11e       | serie 6: 2de herkansingen: 2de                                                                                            |
| Angelo Cattaneo                                             | tijdrit (m)              | 9e        | 1.18,6 |
| Adolfo Corsi Francesco Malatesta                            | tandem (m)               | 9e        | serie 4: vrij halve finale: V van GBR Chambers/Sibbit bronzen finale: V van GER Bernhardt/Köther                          |
| Cesare Facciani Giacomo Gaioni Luigi Tasselli Mario Lusiani | ploegenachtervolging (m) | Goud      | 1ste ronde: W van Letland 2de ronde: W van Duitsland halve finale: W van Groot-Brittannië finale: W van Nederland: 5.01,8 |
| Weg                                                         |                          |           | |
| Ambrogio Beretta                                            | wegwedstrijd (m)         | 29e       | 5:17.38 |
| Allegro Grandi                                              | wegwedstrijd (m)         | 4e        | 5:02.05 |
| Marcello Neri                                               | wegwedstrijd (m)         | 30e       | 5:21.12 |
| Michele Orecchia                                            | wegwedstrijd (m)         | 16e       | 5:13.29 |
| Ambrogio Beretta Allegro Grandi Michele Orecchia            | wegwedstrijd team (m)    | 4e        | 15:33.12 |

### Worstelen
| Olympiër         | Discipline     | Resultaat      | Prestatie |
| Grieks-Romeins   | Grieks-Romeins | Grieks-Romeins | Grieks-Romeins |
| ---------------- | -------------- | -------------- | --- |
| Giovanni Gozzi   | -58kg (m)      | Brons          | 1ste ronde: W van FIN Ahlfors 2de ronde: W van FRA Aria 3de ronde: W van BEL Mollin 4de ronde: V van TCH Maudr 5de ronde: W van HUN Zombori 6de ronde: W van SWE Lindelöf |
| Gerolamo Quaglia | -62kg (m)      | Brons          | 1ste ronde: W van POR Araújo 2de ronde: W van NED Nolten Jr. 3de ronde: vrij 4de ronde: W van TUR Arikan 5de ronde: V van HUN Kárpáti 6de ronde: V van SWE Malmberg       |
| Piero Postini    | -67,5kg (m)    | 13e            | 1ste ronde: V van EST Käpp 2de ronde: V van GER Sperling |
| Enrico Bonassin  | -75kg (m)      | 7e             | 1ste ronde: W van NOR Larsen 2de ronde: W van YUG Palković 3de ronde: V van DEN Jacobsen 4de ronde: V van HUN Papp                                                        |
| Aleardo Donati   | +82,5kg (m)    | 7e             | 1ste ronde: W van FRA de Lanfranchi 2de ronde: W van BEL Colpaert 3de ronde: V van TCH Urban 4de ronde: V van GER Gehring                                                 |

### Zeilen
| Olympiër | Discipline   | Resultaat | Prestatie |
| --- | ------------ | --------- | --------- |
| Tito Nordio | 12 voets jol | 6e        |           |
| Giovanni Leone Reggio Francesco Cameli Giuliano Oberti Massimo Oberti Giacomo Tarsis Di Brolo                                    | 6m klasse    | 10e       |           |
| Francesco Giovanelli Carlo Alberto D'Albertis Marcantonio De Beaumont-Bonelli Mario Bruzzone Guido Giovanelli Edoardo Moscatelli | 8m klasse    | 4e        |           |

### Zwemmen
| Olympiër                                                     | Discipline            | Resultaat    | Prestatie                                   |
| ------------------------------------------------------------ | --------------------- | ------------ | ------------------------------------------- |
| Antonio Conelli                                              | 100m vrije slag (m)   | halve finale | serie 4: 2de in 1.07,0 halve finale 1: 5de  |
| Tito Nordio                                                  | 100m vrije slag (m)   | halve finale | serie 7: 2de in 1.04,0 halve finale 3: 5de  |
| Paolo Costoli                                                | 400m vrije slag (m)   | series       | serie 5: 3de                                |
| Giovanni Gambi                                               | 1500m vrije slag (m)  | series       | serie 1: 4de                                |
| Giuseppe Perentin                                            | 1500m vrije slag (m)  | halve finale | serie 2: 2de in 21.42,4 halve finale 2: 4de |
| Emilio Polli Giuseppe Perentin Antonio Conelli Paolo Costoli | 4x200m vrije slag (m) | series       | serie 3: 3de in 10.03,2                     |

Argentinië · Australië · België · Brits-Indië · Bulgarije · Canada · Chili · Cuba · Denemarken · Duitsland · Egypte · Estland · Filipijnen · Finland · Frankrijk · Griekenland · Groot-Brittannië · Haïti · Hongarije · Ierland · Italië · Japan · Joegoslavië · Letland · Litouwen · Luxemburg · Malta · Mexico · Monaco · Nederland · Nieuw-Zeeland · Noorwegen · Oostenrijk · Panama · Polen · Portugal · Roemenië · Spanje · Tsjecho-Slowakije · Turkije · Uruguay · Verenigde Staten · Zuid-Afrika · Zuid-Rhodesië · Zweden · Zwitserland